# أنا وزوجتي والسكرتيرة (فلم)
أنا وزوجتي والسكرتيرة: فيلم مصري، من إنتاج سنة 1970.

## القصة
في إطار كوميدي، (أحمد فتحي) كاتب سيناريو تساعده زوجته (هالة) المُدرِّسة في أوقات فراغها. يرغب منها في ترك عملها والتفرغ لمساعدته في عمله في كتابة السيناريو ولكنها ترفض. تستغل مساعدته الموقف لتحاول جره إلى علاقة معها وابتزاز أمواله لعشيقها. تظن زوجته أن بينه وبين مساعدته علاقة بالفعل وتحجز للسفر على قطار لا تركبه فعلًا ويحدث للقطار حادث ويظن الجميع أنها ماتت، وتتوالى أحداث الفيلم عما سيحدث للزوج الذي يظن أن زوجته قد فقدت وأحبائه الحقيقيين الذين يحاولون إرجاع المياه لمجاريها.

## بطولة
- أحمد رمزي
- زبيدة ثروت
- حسن مصطفى
- علية عبد المنعم
- أميرة
- كنعان وصفي
- فتحية شاهين
- محمود رشاد
- كمال الزيني
- نبيل الهجرسي
- عبد المنعم بسيوني
- عبد الغني النجدي
- رجاء صادق
- ليلى يسري
- إستر شطاح
- إبراهيم سعفان